# Szalonna (étel)

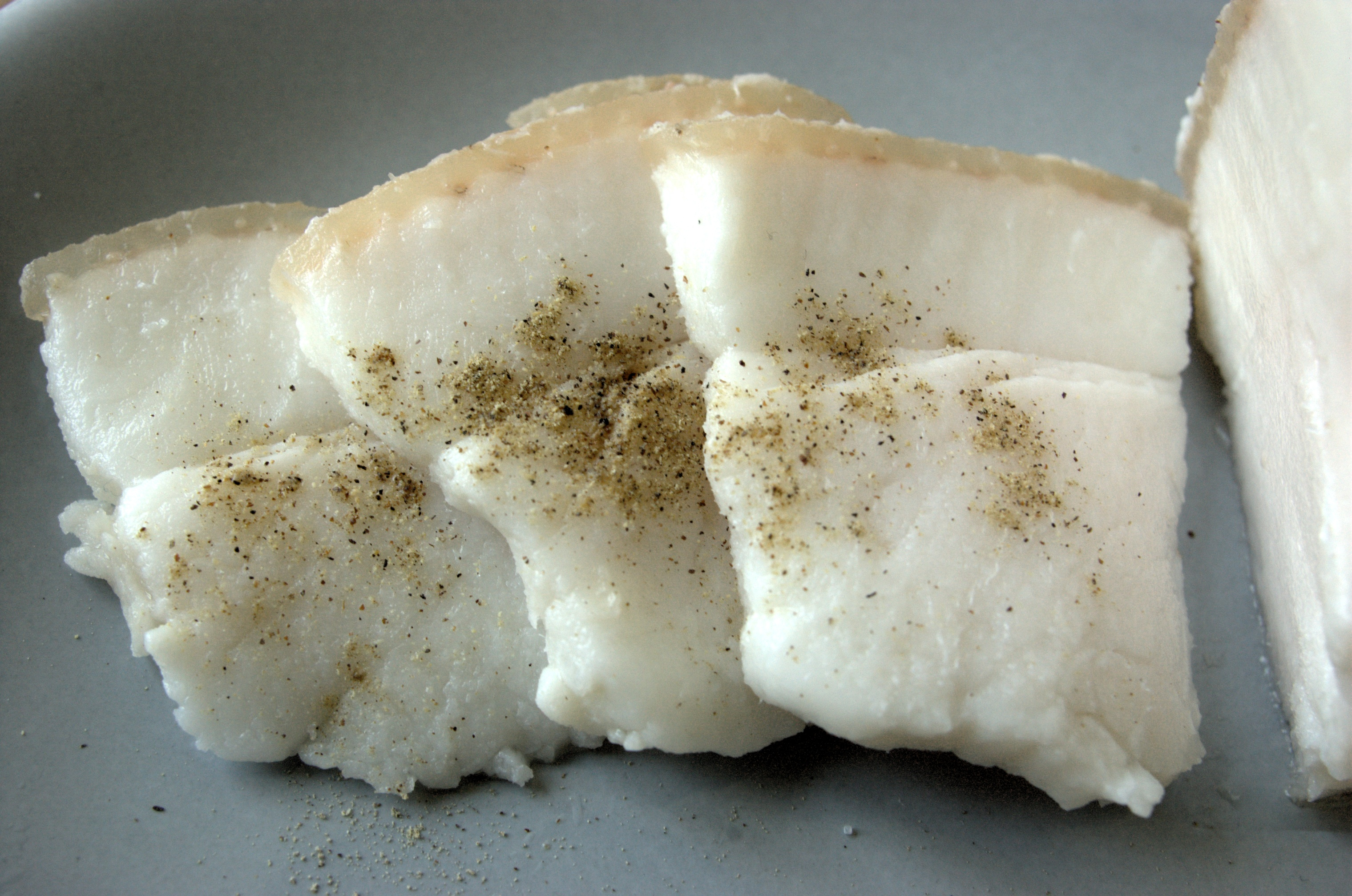
Szalonna borssal ízesítve

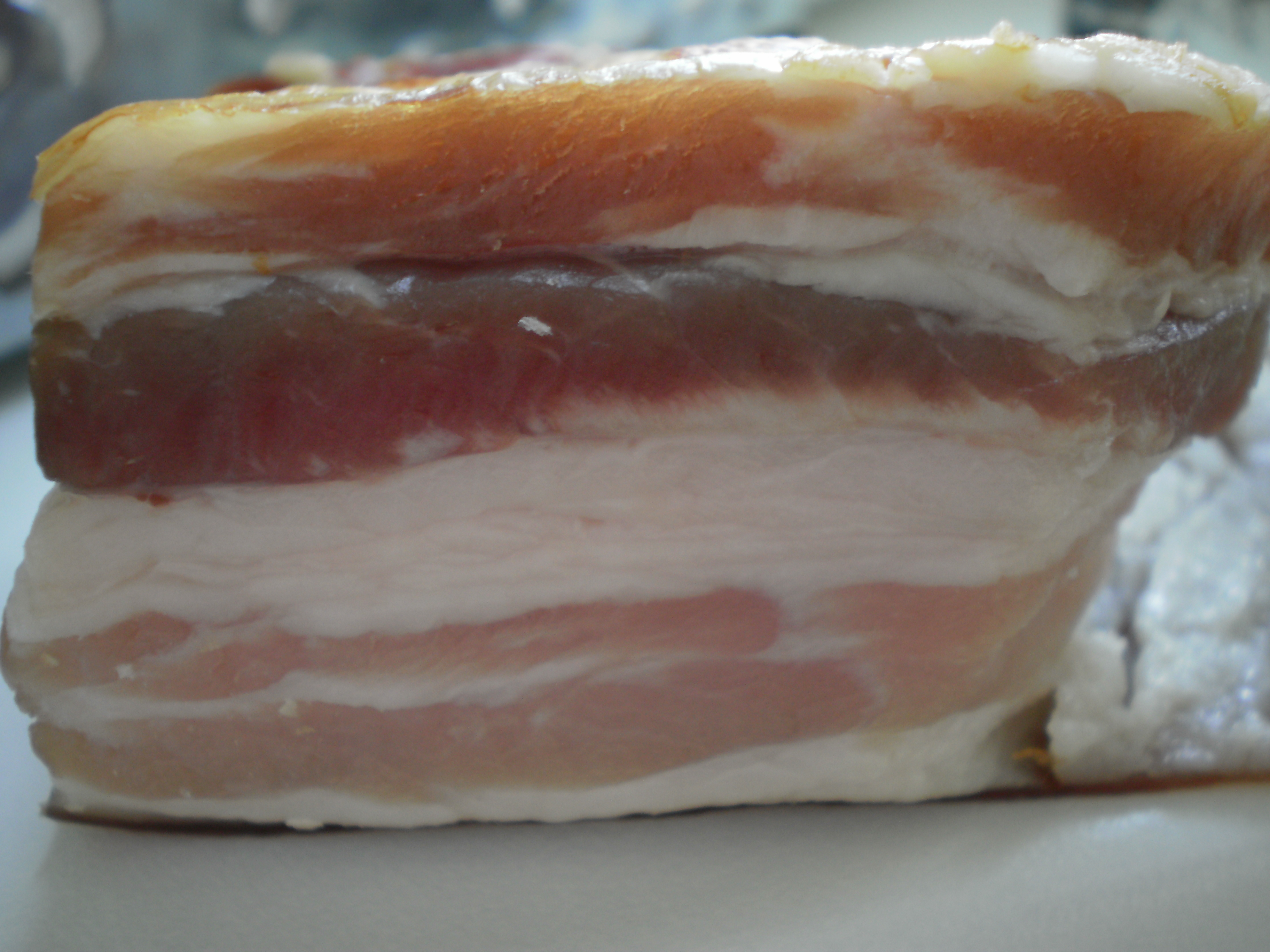
Császárszalonna

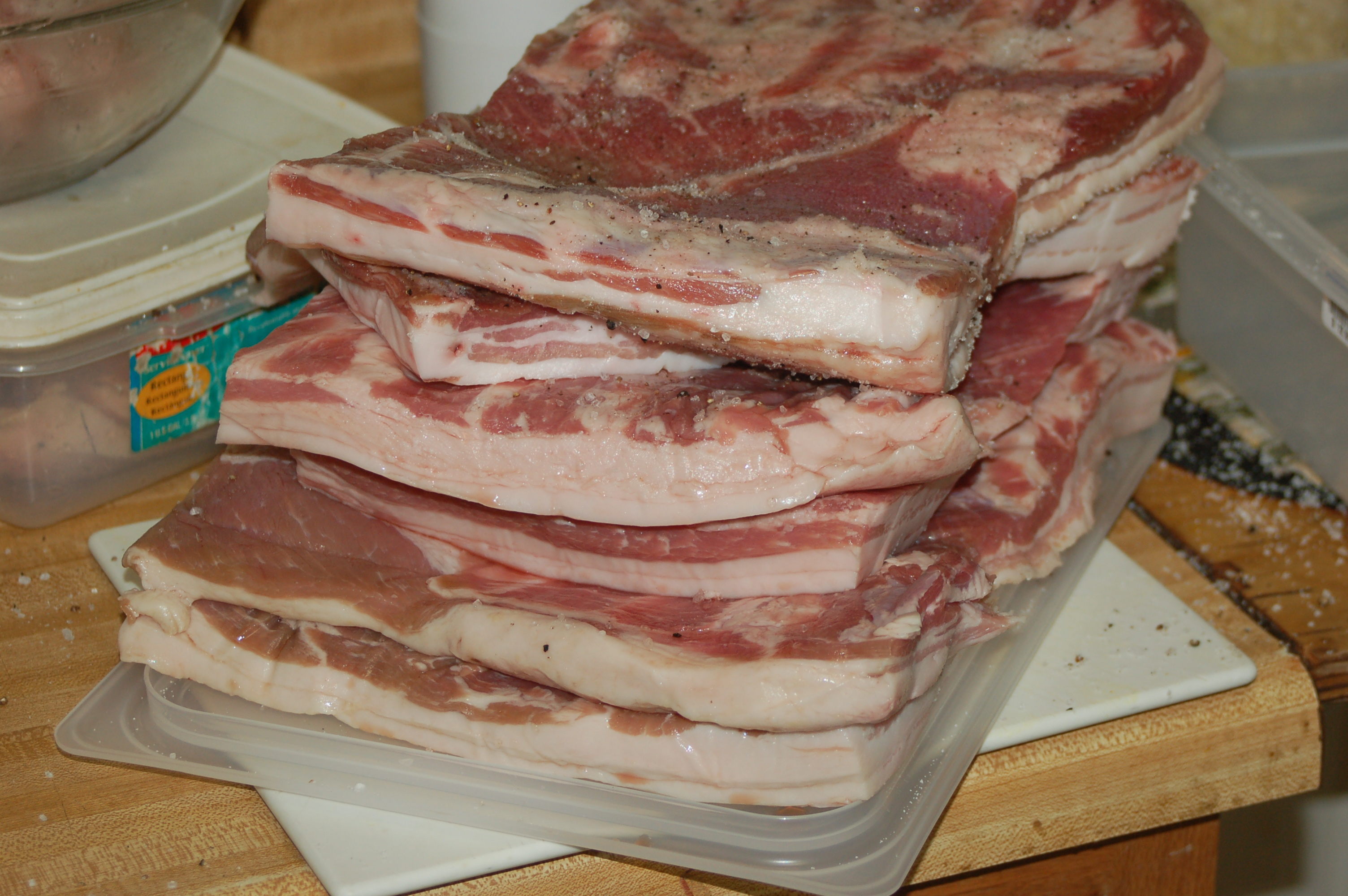
Táblaszalonna-halom

A szalonna a házi sertésnek az a zsírszövete, mely közvetlenül a bőr alá rakódik le, és amit a házi sertés feldolgozásakor lefejtenek. Nagyobb darabokban ún. táblaszalonnát készítenek belőle. A táblaszalonna készítésből kihagyott részeket, a sertés bőrétől leválasztják, 2-3 cm-es kockákra vágva, lassú tűzön kezdve, majd a tüzet fokozva töpörtyűnek sütik ki. Amikor a töpörtyű pirulni kezd, a tűzet ismét alacsonyra véve (vigyázva, mert kifuthat), tejet adnak hozzá. A tejtől kellemesebb ízt kap, és ezután már gyorsan pirul. A pörc is ugyanígy készül, a különbség csak annyi, hogy a sertésbőrt rajtahagyva 8-10 cm-es darabokra vágják, ugyanúgy kisütik. A kiolvasztott szalonnát pedig sertészsír  formájában sütéshez és főzéshez használják fel. A pörc és a töpörtyű általában a hideg ételek alapanyaga, de sütemény hozzávalója is lehet (pl. töpörtyűs pogácsa).

## Készítése és felhasználása
A szalonnát füstöléssel tartósítják. Ebben az esetben a szalonnán rajta hagyják a sertés bőrét és vastagon besózzák finomra őrölt konyhasóval, majd felfüstölik. Híres a debreceni, szegedi és a kolozsvári húsos szalonna. Régebben csak sózták a szalonnát, amit fehér szalonnának hívtak. A szalonna füstölésének szokása csak a 20. században terjedt el Magyarországon. Készíthetnek belőle abált szalonnát is, ebben az esetben a kifőzés után  őrölt fűszerpaprikával hintik meg. Az abálás forráspont alatt történő (85-95 fok), többnyire ízesített lében való hosszú ideig tartó főzési eljárás, amely eljárással elérhető, hogy a szalonna porhanyós és emészthetőbb legyen. A szalonna a disznótoros ételek elengedhetetlen alapanyaga, felhasználják a kolbász és hurka készítéséhez is.

## Szalonnaféleségek a világ gasztronómiájában
Világszerte kedvelt reggeli étel a sült szalonna tojással (bacon and eggs)

### Magyarország

#### Szalonnaféleségek

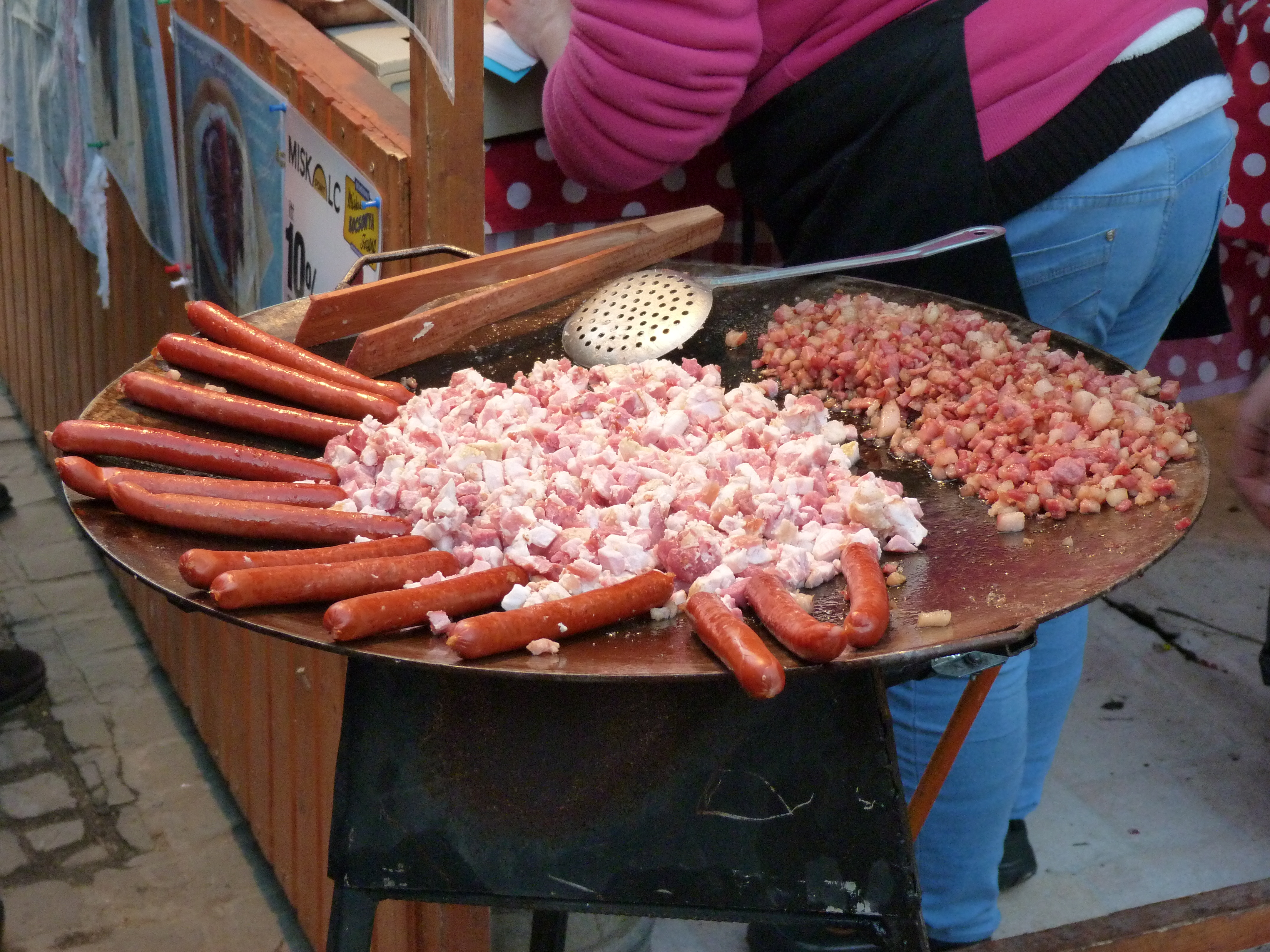
Kockázott szalonna sütése tárcsán a Miskolci Kocsonyafesztiválon – 2015

- Erdélyi szalonna
- Csécsi szalonna
- Császárszalonna
- Csemegeszalonna
- Kenyérszalonna
- Teaszalonna
- Tokaszalonna
- Kolozsvári szalonna
- Sós szalonna
- Sváb szalonna

#### Szalonnasütés szokása, módja

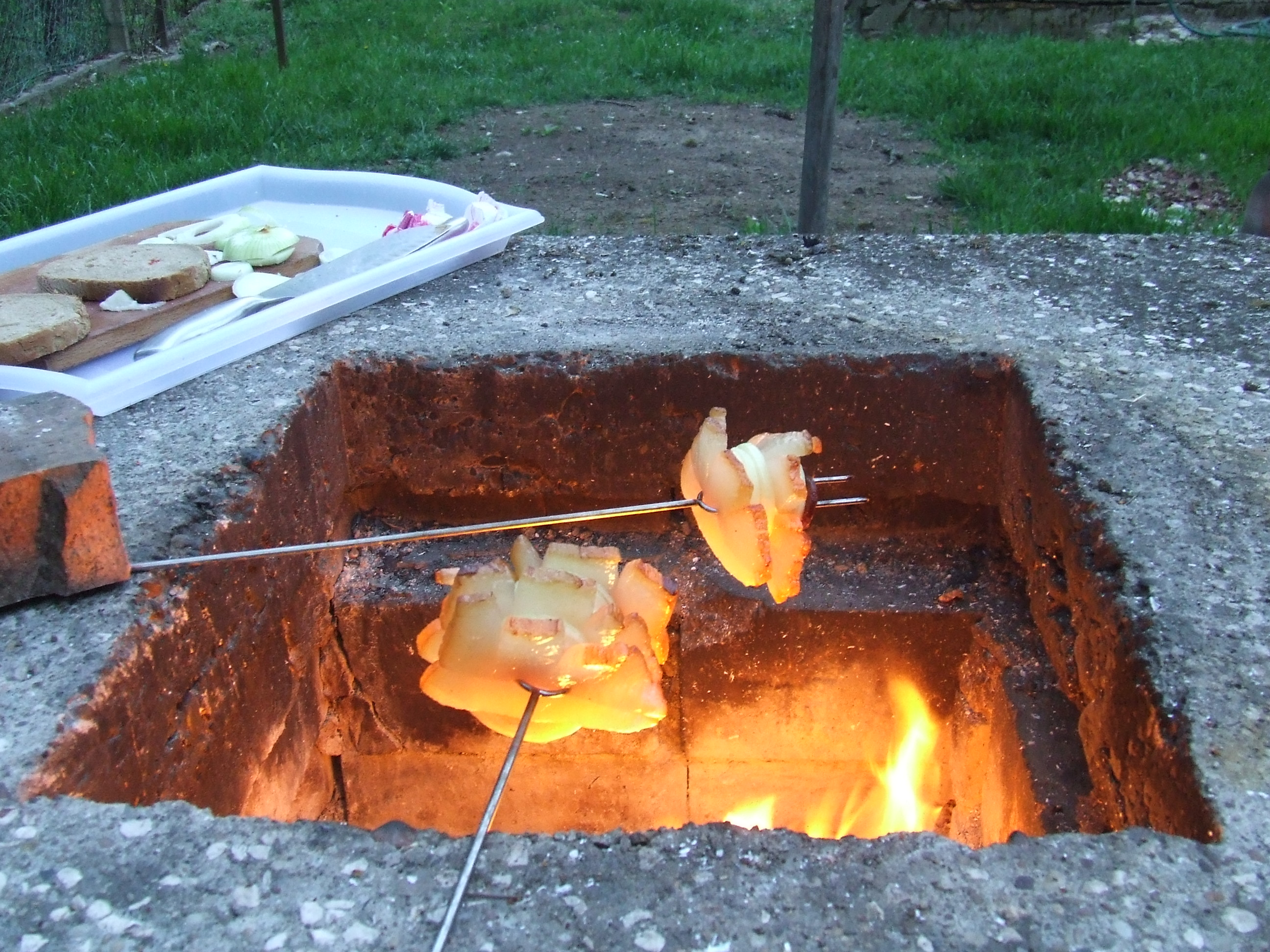
Szalonnasütés ördögnyárssal, parázs fölött

A szalonnasütés többféle módját ismerték és alkalmazták. Legelterjedtebb formája a nyárson sütés. Hosszú idők óta a szalonnasütés fatűznél, a földön történt. A tüzet többen is körülvették, guggolva, téglára ülve, vagy féltérdre ereszkedve történt a sütés. A szalonnát fémnyársra húzták, melyet maguk készítettek 4-5 mm átmérőjű hengerelt, vagy húzott drótból. A meleg üzemi dolgozóké rendszerint egyszerű kivitelű volt, a műhelyi "szakmunkások" általában fényes felületű drótból készítették, csinosabb kivitelben. A nyárs hossza általában 75 cm körüli. Használták az un. ördög nyársat, melyet villás nyársnak is neveztek. Annyiban különbözött a  hagyományostól, hogy két ága volt, melyre a szalonnát szúrták.

### Olaszország
- Guanciale

A tokaszalonna olasz megfelelője. Az olasz spagetti carbonara egyik alapvető összetevője.

## Érdekességek
- 2015-ben az Egészségügyi Világszervezet (WHO) rákkal foglalkozó részlege, az International Agency for Research on Cancer (IARC) a szalonnát, a sonkát és a kolbászt rákkeltő anyagnak nyilvánította.[2]
- A zsidó étkezési hagyományok tisztátalan állatként tekintenek a sertésre, és ezért tilos a disznóhús és a szalonna fogyasztása. Azonban a libaszalonna (íneresz), ami a liba testhája, kóser ételnek számít. Ezt hasonlóan készítik, mint a fehér sertésszalonnát: besózzák, pirospaprikával és zúzott fokhagymával ízesítik. Az ilyen módon elkészített íneresz[3] a zsidó kulinária egyik legfontosabb előétele.